# Gibbinghausen
Gibbinghausen ist ein Ortsteil der Gemeinde Much im Rhein-Sieg-Kreis.

## Lage
Gibbinghausen liegt nördlich von Much auf den Hängen des Bergischen Landes. Weitere Nachbarorte sind Heinenbusch im Osten, Tillinghausen im Westen sowie Gerlinghausen und Henningen im Westen. In Gibbinghausen mündet der Bonnerbach in den Esinghausener Bach, zusammen bilden sie den Gibbinghausener Bach.

## Geschichte
Gibbinghausen wurde 1316 erstmals urkundlich erwähnt.
1901 hatte das Dorf 78 Einwohner. Verzeichnet waren die Haushalte Ackerin Witwe Anton Andre, Hausierer Joh. Funken, Ackerer Friedrich Wilhelm Henn, Ackerer Christian Höffgen, die Schuster Heinrich Josef und Joh. Josef Höffgen, die Ackererfamilien Keppler mit Carl, Jakob I, Jakob II, Maria Josefa, Peter Josef, Sophia, Wilhelm I und Wilhelm II, Ackerer Joh. Krimmel, Ackerin Maria Elisabeth Krimmel, Ackerer Christian Krütt, Mühlenbesitzer Joh. Anton Michels, Ackerer Josef Schlimbach, Ackerin Witwe W. Schwamborn, Ackerin Witwe Friedrich Steinsträsser und Ackerer Joh. Adolf Trömpert.

## Dorfleben
Die Dorfgemeinschaft hat einen Dorfplatz mit Spielplatz und Grillhütte angelegt. Im Dorf findet ein zweitägiges Dorffest und ein Sankt Martinszug statt. Außerdem werden Skatturniere und ein Wandertag organisiert.